# Rebo (vitigno)
Il Rebo è un vitigno a bacca nera.
È il risultato dell'incrocio tra Merlot e Teroldego. Le sperimentazioni iniziate nel 1948 sono state perfezionate dall'agronomo Rebo Rigotti, dal quale prende il nome l'ibridazione, presso l'Istituto agrario di San Michele all'Adige.